# لیلما ولی حکمی
لیلما ولی حکمی (زاده ۱۳۴۴ ولسوالی سرخود - ولایت ننگرهار) سیاستمدار افغانستانی و نماینده مردم ولایت ننگرهار در دوره شانزدهم مجلس نمایندگان است. وی در مجلس شانزدهم نمایندگان افغانستان عضو کمیسیون مالی، بودجه، محاسبات عمومی و امور بانک‌ها می‌باشد.

## زندگی‌نامه
لیلما ولی حکمی زاده ۱۳۴۴ از ولسوالی سرخود ولایت ننگرهار است. وی تحصیلات متوسطه خود را در لیسه/دبیرستان ثریا در کابل سال ۱۳۶۵ به پایان برد و سند لیسانس تاریخ و فلسفه را دارد. 

## دیگر فعالیت‌ها
دیگر فعالیت‌های وی:
- معلم در لیسه/دبیرستان خیرخانه کابل (۱۳۷۴-۱۳۷۵).
- معلم در لیسه/دبیرستان فردوسی کابل (۱۳۷۵-۱۳۸۵).
- مدیر لیسه فردوسی کابل (۱۳۸۶-۱۳۸۷).